# Neotropius mitchelli
Neotropius mitchelli és una espècie de peix de la família dels esquilbèids i de l'ordre dels siluriformes.

## Morfologia
- Els mascles poden assolir 90 cm de longitud total.[2][3]

## Reproducció
És ovípar i els ous no són protegits pels pares.

## Hàbitat
És un peix d'aigua dolça i de clima tropical.

## Distribució geogràfica
Es troba a Àsia: l'Índia.

## Estat de conservació
Les seues principals amenaces són l'extracció de sorra, la pesca, la contaminació i la introducció d'espècies exòtiques.